# Shkëndija Tirana

Ancien logo

Le Shkëndija  Tirana est un club albanais de football basé à Tirana.

## Historique du club
- 1970 - fondation du club sous le nom de KiF Shkëndija Tiranë
- 1986 - le club est renommé Studenti Tirana

## Parcours du club
| Année | Place | Ligue                             |
| 1972  | 7e    | Championnat d'Albanie de football |
| 1973  | 8e    | Championnat d'Albanie de football |
| 1974  | 6e    | Championnat d'Albanie de football |
| 1975  | 9e    | Championnat d'Albanie de football |
| 1976  | 7e    | Championnat d'Albanie de football |
| 1977  | 11e   | Championnat d'Albanie de football |
| 1978  | 8e    | Championnat d'Albanie de football |
| 1979  | 11e   | Championnat d'Albanie de football |
| 1980  | 13e   | Championnat d'Albanie de football |
| 1981  |       |                                   |
| 1982  |       |                                   |
| 1983  |       |                                   |
| 1984  |       |                                   |
| 1985  |       |                                   |
| 1986  | 14e   | Championnat d'Albanie de football |
| 1987  |       |                                   |
| 1988  | 6e    | Division 2 (Groupe A)             |
| 1989  | 10e   | Division 2 (Groupe A)             |
| 1990  |       |                                   |
| 1991  |       |                                   |
| 1992  |       |                                   |
| 1993  |       |                                   |
| 1994  |       |                                   |
| 1995  |       |                                   |
| 1996  |       |                                   |
| 1997  |       |                                   |
| 1998  |       |                                   |
| 1999  |       |                                   |
| 2000  |       |                                   |
| 2001  |       |                                   |
| 2002  |       |                                   |
| 2003  |       |                                   |
| 2004  |       |                                   |
| 2005  |       |                                   |
| 2006  |       |                                   |
| 2007  |       |                                   |
| 2008  |       |                                   |
| 2009  |       |                                   |